# 桜森 (大和市)
桜森（さくらもり）は、神奈川県大和市の地名。現行行政地名は桜森一丁目から桜森三丁目。住居表示は全域で実施済。

## 地理
大和市の西部に位置し、西に海老名市と接している。

### 地価
住宅地の地価は、2023年（令和5年）1月1日の公示地価によれば、桜森2-23-12の地点で15万8000円/m2となっている。

## 歴史

### 沿革
- 1980年（昭和55年）8月1日 - 住居表示の実施に伴い、上草柳の一部を分離し、桜森一丁目から桜森三丁目を新設[5]。

## 世帯数と人口
2021年（令和3年）10月1日現在（大和市発表）の世帯数と人口は以下の通りである。
| 丁目       | 世帯数    | 人口    |
| ---------- | --------- | ------- |
| 桜森一丁目 | 423世帯   | 839人   |
| 桜森二丁目 | 1,303世帯 | 2,277人 |
| 桜森三丁目 | 1,060世帯 | 1,964人 |
| 計         | 2,786世帯 | 5,080人 |

### 人口の変遷
国勢調査による人口の推移。
| 年                 | 人口  |
| ------------------ | ----- |
| 1995年（平成7年）  | 3,308 |
| 2000年（平成12年） | 3,812 |
| 2005年（平成17年） | 4,181 |
| 2010年（平成22年） | 4,632 |
| 2015年（平成27年） | 4,650 |
| 2020年（令和2年）  | 5,005 |

### 世帯数の変遷
国勢調査による世帯数の推移。
| 年                 | 世帯数 |
| ------------------ | ------ |
| 1995年（平成7年）  | 1,395  |
| 2000年（平成12年） | 1,696  |
| 2005年（平成17年） | 1,964  |
| 2010年（平成22年） | 2,287  |
| 2015年（平成27年） | 2,376  |
| 2020年（令和2年）  | 2,726  |

## 事業所
2021年（令和3年）現在の経済センサス調査による事業所数と従業員数は以下の通りである。
| 丁目       | 事業所数  | 従業員数 |
| ---------- | --------- | -------- |
| 桜森一丁目 | 13事業所  | 252人    |
| 桜森二丁目 | 68事業所  | 647人    |
| 桜森三丁目 | 59事業所  | 473人    |
| 計         | 140事業所 | 1,372人  |

### 事業者数の変遷
経済センサスによる事業所数の推移。
| 年                 | 事業者数 |
| ------------------ | -------- |
| 2016年（平成28年） | 159      |
| 2021年（令和3年）  | 140      |

### 従業員数の変遷
経済センサスによる従業員数の推移。
| 年                 | 従業員数 |
| ------------------ | -------- |
| 2016年（平成28年） | 1,335    |
| 2021年（令和3年）  | 1,372    |

## 交通

### 鉄道
- 相模鉄道 本線
  - 相模大塚駅

### 道路
- 神奈川県道40号横浜厚木線

## 施設
- 大和市立文ヶ岡小学校
- 相模大塚駅前郵便局[15]

## その他

### 日本郵便
- 郵便番号 : 242-0028[3]（集配局 : 大和郵便局[16]）。